# Partito Rinnovatore Laburista Brasiliano
Il Partito Rinnovatore Laburista Brasiliano (in portoghese: Partido Renovador Trabalhista Brasileiro - PRTB) è un partito politico brasiliano di orientamento conservatore e nazionalista fondato nel 1994 da Levy Fidelix; si registrò presso il Tribunale supremo elettorale nel febbraio 1997.

## Storia
Il partito concorse su scala nazionale in occasione delle elezioni generali del 2010, in cui ottenne due seggi alla Camera dei deputati; Levy Fidelix, candidatosi alle presidenziali, ottenne soltanto lo 0,06% delle preferenze.
Alle elezioni generali del 2014 conseguì un seggio alla Camera, mentre Fidelix ai attestò allo 0,43% dei voti.
Alle elezioni del 2018 siglò un accordo col Partito Social-Liberale a sostegno di Jair Bolsonaro, poi eletto presidente; il partito perse invece la propria rappresentanza parlamentare.